# David E. Lilienthal

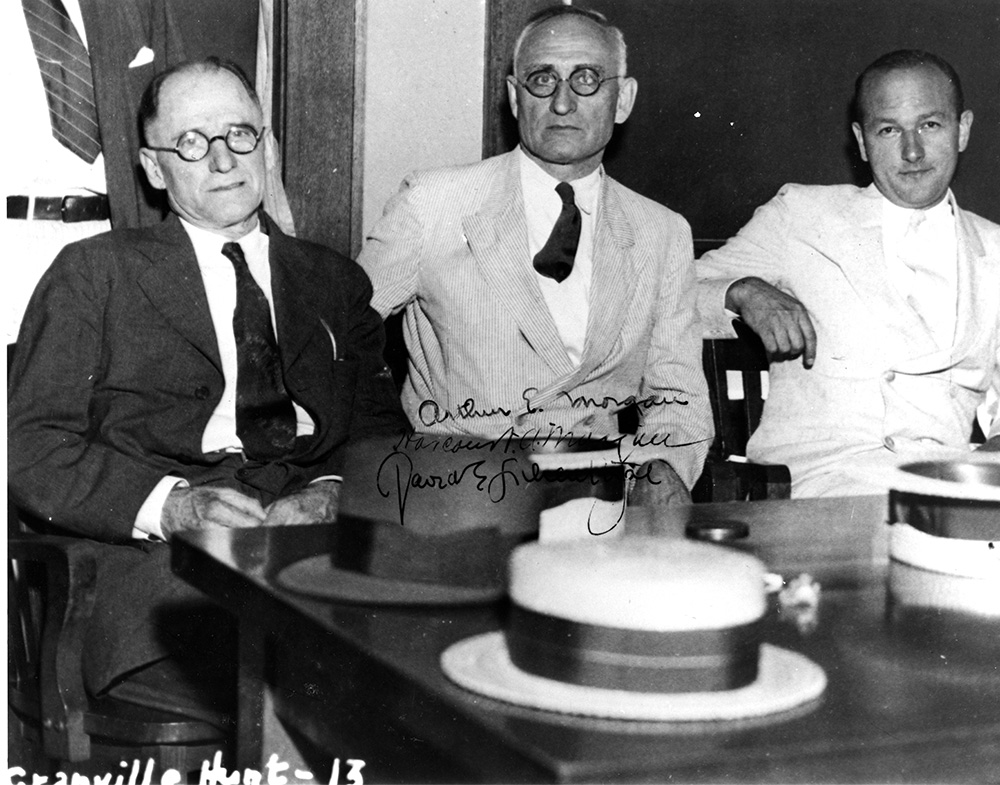
Harcourt Morgan, Arthur E. Morgan und David Lilienthal, TVA Board 1932

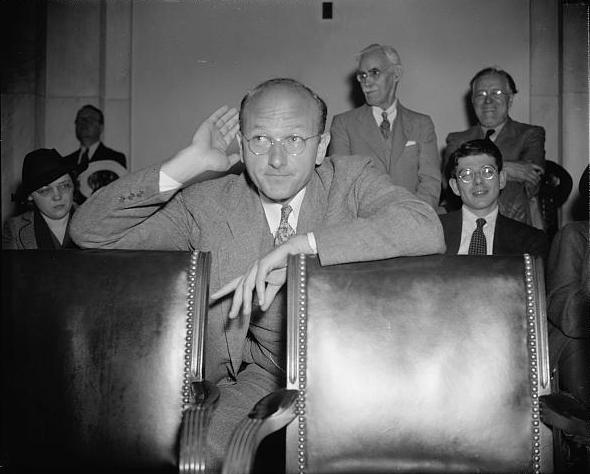
David E. Lilienthal bei einem Kongresshearing 1938 zu Vorwürfen gegen Arthur E. Morgan

David Eli Lilienthal (* 8. Juli 1899 in Morton, Illinois; † 15. Januar 1981 in New York City) war ein US-amerikanischer Jurist und Leiter der Tennessee Valley Authority sowie der Atomic Energy Commission.

## Leben

David E. Lilienthal (links) mit dem späteren republikanischen Präsidentschaftskandidaten Wendell Willkie während einer politischen Diskussion zur Tennessee Valley Authority im März 1938

Lilienthal kam in Morton als Sohn jüdischer Emigranten aus Österreich-Ungarn zur Welt. Der Vater hatte ein Konfektionsgeschäft und die Familie zog in Indiana häufig um, was ihm später aufgrund der dabei erworbenen Ortskenntnis beruflich weiterhalf.
Lilienthal studierte an der DePauw University in Greencastle und war bei den Fraternities Phi Beta Kappa und Delta Upsilon aktiv. Er wurde dabei auch Sprecher seines Semesters, gewann unter anderem einen Rhetorikwettbewerb und war als Boxer bekannt. Seine spätere Ehefrau Helen Marian Lamb (1896–1999) lernte er 1913 kennen.
Nach einem Ferienjob bei einer Zeitung in Mattoon, der Daily Journal-Gazette wechselte er zur Harvard Law School. Trotz eher durchschnittlicher Studienleistungen errang er mit Felix Frankfurter einen wichtigen Mentor.
Er war danach bei einigen privaten Anwaltskanzleien beschäftigt. Bekannt wurde unter anderem seine Mitarbeit beim sogenannten Sweet-Prozess, einem Mordprozess. Der schwarze Arzt Ossian Sweet hatte sich mit Freunden und Geschwistern 1925 mit der Waffe in der Hand gegen einen Mob verteidigt, der ihn unmittelbar nach Bezug seines Hauses aus der mehrheitlich weißen Nachbarschaft vertreiben wollte. Dabei wurde ein Mann erschossen und ein weiterer schwer verletzt. Der darauffolgende Freispruch für Sweets Bruder, Sweet selbst und die weiteren Beteiligten war ein wichtiger Schritt für die schwarze Minderheit und deren Interessenorganisation NAACP. Lilienthal verfasste zur Unterstützung auch einen Artikel für die progressiv-linksliberale Wochenzeitschrift The Nation unter dem Titel Has the Negro the Right of Self-Defense?.
Ein weiterer Schwerpunkt der juristischen Tätigkeit Lilienthals waren Infrastrukturprojekte und halbstaatliche beziehungsweise kommunale Versorger. Unter anderem war er auch beim Railway Labor Act federführend, einem Gesetzesvorhaben, welches zum verbesserten Streikrecht bei und der damals nicht selbstverständlichen Koalitionsfreiheit bei Infrastrukturprojekten beitrug. Er unterstützte die Stadt Chikago ebenso bei einem Prozess um deren Telefongesellschaft. Lilienthal wurde dem Gouverneur und moderatem Republikaner Philip La Follette vorgestellt und arbeitete zeitweise eng mit diesem zusammen.
Auf Empfehlung seines Mentors begann Lilienthal bereits während des Studiums Tagebücher zu schreiben, die später veröffentlicht wurden und großes Interesse fanden. Nach der Tätigkeit bei der TVA und der Atomic Energy Commission, die ihn landesweit bekannt machten, arbeitete er bei der Investmentbank Lazard Freres. 1951 erhielt er die Public Welfare Medal der National Academy of Sciences. Lilienthal gründete 1955 ein Ingenieurbüro, die Development and Resources Corporation (D&R), die einige der bei der TVA begonnenen Aktivitäten auch international weiterführte. Er blieb bis kurz vor seinem Tod 1981 beruflich und öffentlich aktiv.

## Lilienthal und die Tennessee Valley Authority

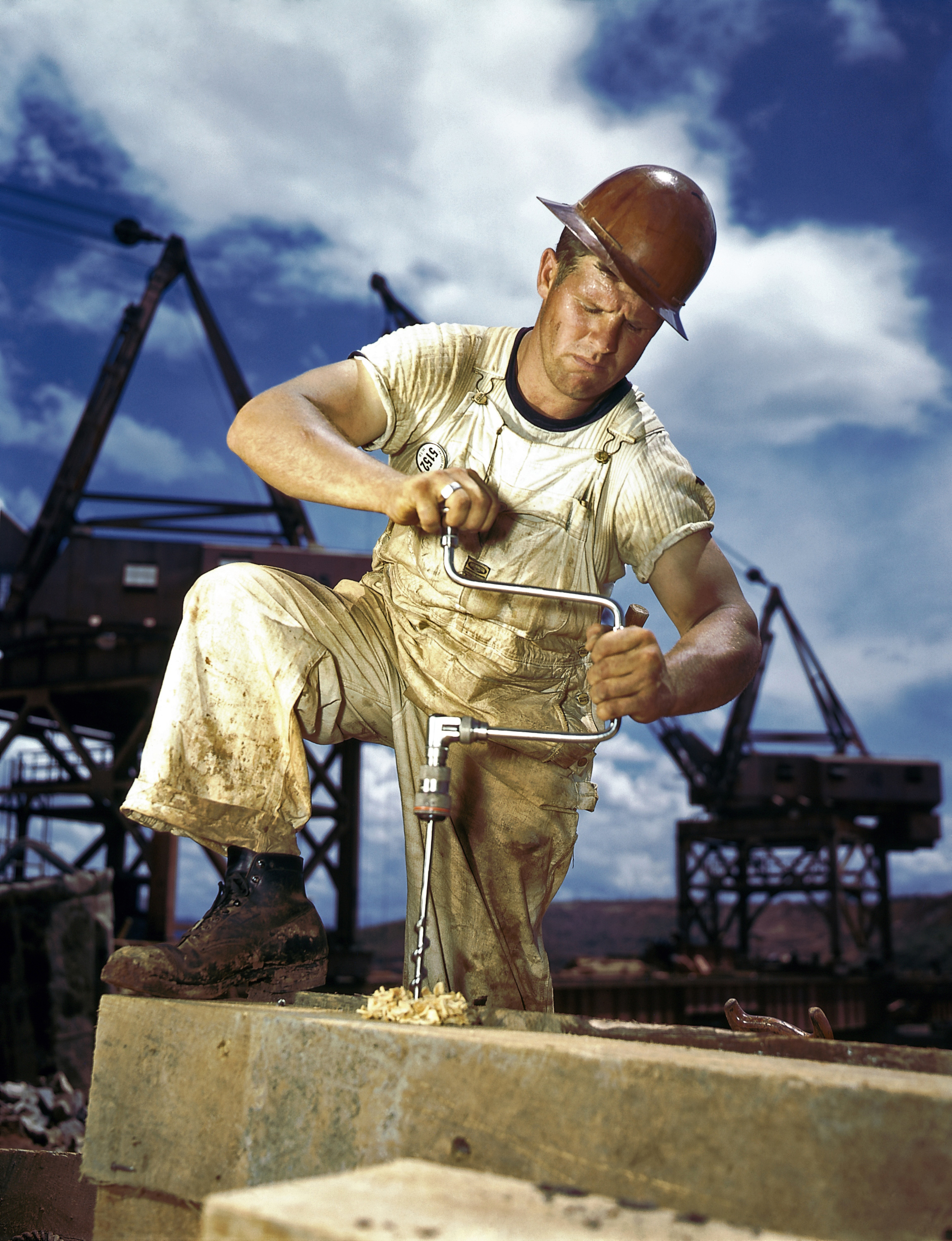
Ein Zimmermann bei der Arbeit am Douglas Dam 1924

Lilienthal machte sich als Mitarbeiter der Wisconsin Public Service Commission unter Gouverneur Philip La Follette um die Tennessee Valley Authority (TVA) verdient, in deren erstem Leitungsgremium er dann 1932 einberufen wurde. Sein früherer Professor Frankfurter hatte ihn bei der Bewerbung unterstützt.
Der TVA war ein zentrales Infrastrukturprogramm des New Deal. Bei dm Programm ging es nicht nur um den Aufbau eines Energiebetreibers und dessen Infrastruktur. Die TVA diente zudem der Regionalentwicklung, -Planung und Wirtschaftsförderung, was ein für amerikanische Verhältnisse ungewöhnlich starker staatlicher Eingriff in den Markt war. Politische Kontroversen um das Projekt blieben nicht aus, angeheizt unter anderem von Wendell Willkie. Die Region um das Tennessee Valley war selbst für die Verhältnisse zu Zeiten der Großen Depression extrem arm und der Erfolg der TVA gab dem anfänglich umstrittenen Entwicklungsprojekt in den Augen der Öffentlichkeit recht. Am 4. August 1947 war Lilienthal auf dem Titelblatt des Time Magazine abgebildet und galt fortan als Mr. TVA.

## Atomenergie
1946 bat Dean Acheson Lilienthal, für Präsident Harry S. Truman und Außenminister James F. Byrnes ein Gremium von Experten aus der Industrie, dem militärischen Manhattan Project und Infrastrukturbetreibern und Verwaltung zur Haltung der USA zur nuklearen Proliferation bei der UN zu leiten.
Ihm unterstanden dabei James Bryant Conant, Vannevar Bush, John Jay McCloy und Leslie R. Groves. Zusätzlich waren Chester I. Barnard, Leiter der New Jersey Bell Telephone Company, J. Robert Oppenheimer, Charles Allen Thomas von Monsanto und der Chefentwickler von General Electric Harry A. Winne involviert. Lilienthal zufolge hatten die beauftragenden Politiker „keinen blassen Schimmer, was da abging“.

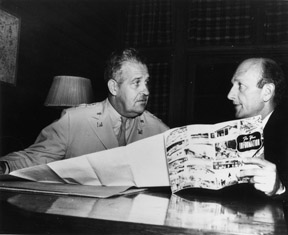
David E. Lilienthal mit General Leslie R. Groves, Leiter des Manhattan Project in Oak Ridge 1946

Der Ergebnisbericht, im Original der Report on the International Control of Atomic Energy bzw. Acheson-Lilienthal Report schlug 1946 vor, das nukleare Monopol im zivilen Bereich aufzugeben. Für die Übertragung zugunsten einer internationalen Behörde sollten dafür strenge Kontrollen und Inspektionen der Proliferation zugelassen und erzwungen werden. Das Konzept wurde später mit zur Grundlage der Internationalen Atombehörde IAEO.
Von Oktober 1946 bis Februar 1950 stand Lilienthal der U.S. Atomic Energy Commission vor und war ein Vorreiter einer nichtmilitärischen Kontrolle des US-Atomprogramms.
1963 sprach er sich gegen eine zu schnelle Entwicklung einer zivilen Nuklearindustrie aus, weil er die Entsorgungsfrage als nicht ausreichend geklärt sah. Der Nuklearspezialist und Kritiker Klaus Traube zitierte Lilienthal in einer Rezension eines Grundlagenwerks zur deutschen Nukleargeschichte im Spiegel mit den Worten: „Hätte man schon 1946 gewußt, daß bei der Kerntechnik am Ende nichts weiter als ein neuer Weg zur Stromerzeugung herauskommen würde, dazu einer, der nicht einmal billiger sei als die bisherigen Methoden, so wäre der Kongreß nie zu der milliardenhohen Förderung bereit gewesen.“

## Mitgliedschaft
1948 wurde Lilienthal in die American Academy of Arts and Sciences gewählt.